# Bonvicino
Bonvicino – miejscowość i gmina we Włoszech, w regionie Piemont, w prowincji Cuneo.
Według danych na rok 2004 gminę zamieszkiwało 119 osób, 17 os./km².